# Lophoterges
Lophoterges is een geslacht van vlinders van de familie Uilen (Noctuidae), uit de onderfamilie Cuculliinae.

## Soorten
- L. atlas Ronkay
- L. cantralasiae Staudinger, 1901
- L. fatua Püngeler, 1904
- L. fidia Draudt, 1950
- L. hoenei Draudt, 1950
- L. hoerhammeri (Wagner, 1931)
- L. horhammeri Wagner, 1931
- L. millierei (Staudinger, 1871)